# 西ノ島町

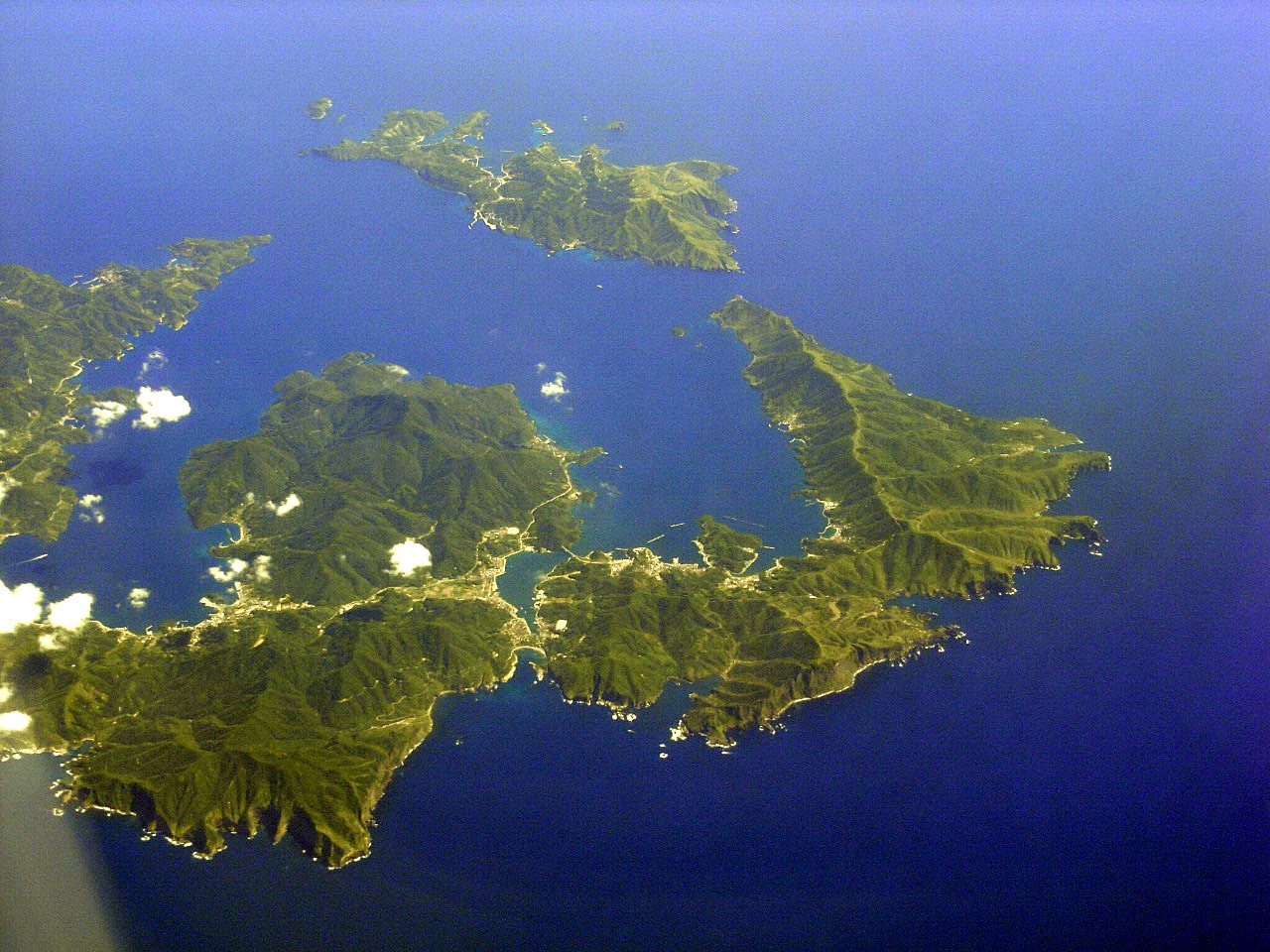
西ノ島町（手前）。2008年7月

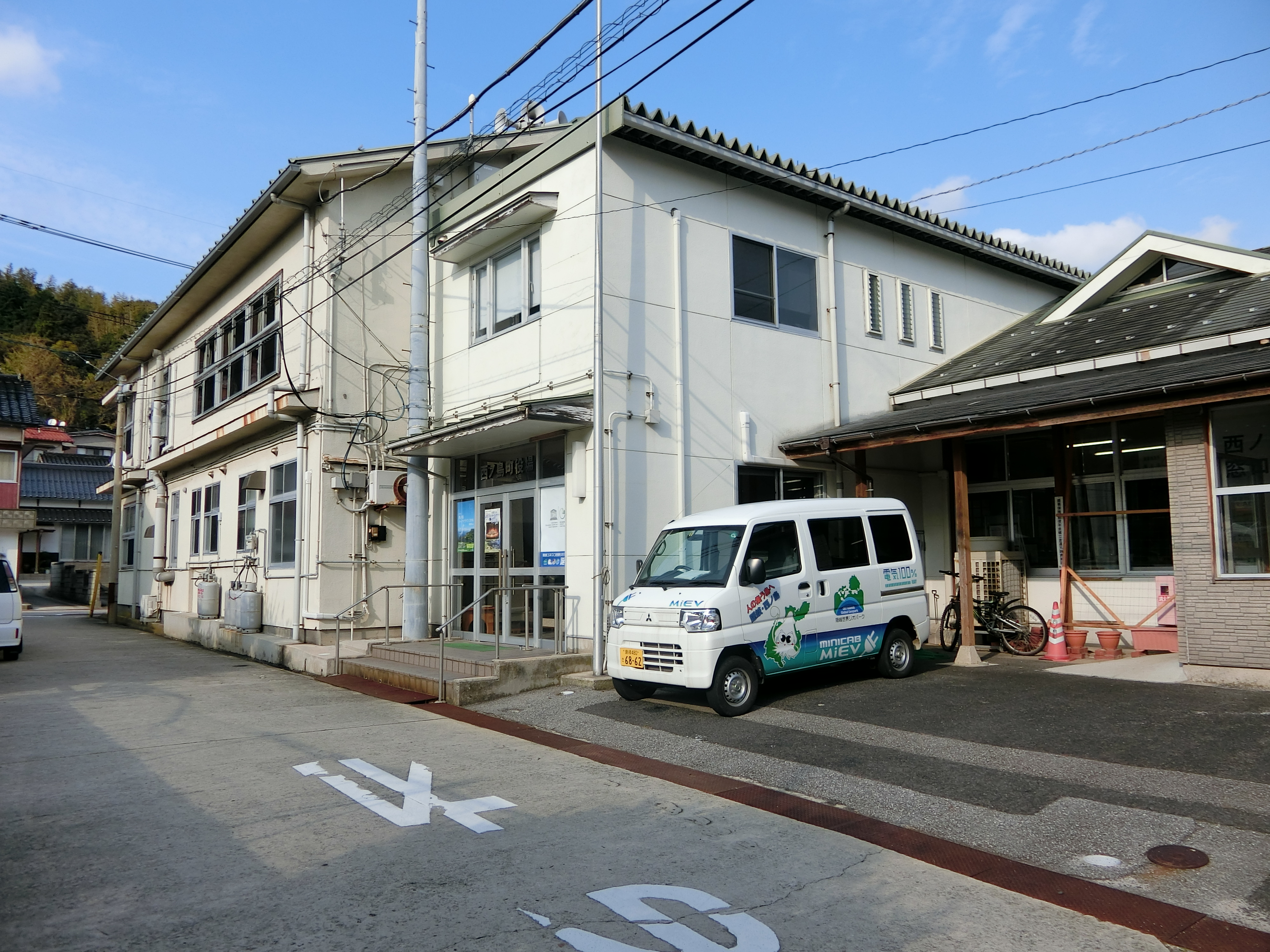
旧西ノ島町役場

西ノ島町（にしのしまちょう）は、島根県の町。隠岐郡に属し、日本海に浮かぶ隠岐諸島の西ノ島に所在する。人口は約2500人。

## 地理
島は山がちで、耕地は少ない。南岸は島前3島に囲まれた穏やかな海で、良港が多い。北岸は荒海であるが好漁場である。
1915年（大正4年）、島中央の地峡部を南北に貫く船引運河が開削され、島南部の港から北部の漁場へ簡単に行けるようになった。南岸の浦郷港は隠岐最大の漁業基地となっている。

## 歴史
古代の隠岐国知夫（ちぶり）郡三田（みた）郷の地である。延喜式神名帳の名神大社である由良比女神社をはじめ、式内社が多い。また、1332年（元弘2年）には隠岐国に後醍醐天皇が配流されるが、天皇の配流地が現・西ノ島町の「黒木御所」とする説がある。
- 1957年（昭和32年）2月11日 - 知夫郡浦郷町・黒木村が新設合併し、西ノ島町が発足。
- 1969年（昭和44年）4月1日 - 隠岐郡の所属となる。
- 2005年（平成17年）4月23日 - 西ノ島大橋が開通。
- 2018年（平成30年）7月21日 - 西ノ島町コミュニティ図書館 いかあ屋が開館。
- 2021年（令和3年）7月26日 - 西ノ島町役場の新庁舎が竣工し（同年7月11日）、移転後の新庁舎で業務開始[1]。
- 2023年（令和5年）3月28日 - 町役場にある8つの課全てと議会事務局で、業者への架空発注により現金を捻出する「預け」などの不正会計が続いていた問題で、町長らが謝罪の記者会見[2]。

### 離島ブーム
内地からの離島振興や離島観光地化の影響により、1967年（昭和42年）頃に離島への観光客が増加した。さらに隠岐諸島は1963年（昭和38）年に大山隠岐国立公園の一部に指定された。
それ以前の隠岐の人々にとって、海は日常的なものであり観光の対象や、とりわけ美しいと感じる景観ではなかった。しかしながら国立公園への指定をきっかけに突然観光客が激増したことで、旅館、民宿、土産物屋は無論のこと一般の人々も魚を売り、民宿を手伝い大いに潤った。国賀海岸では国賀祭も始まり、皇太子来町のきっかけにもつながった。1968年（昭和43年）には離島の観光ブームによる、観光客や釣り客、島民のおかげで隠岐汽船の経営は黒字になった。

## 人口
| |                                          |  |
| 西ノ島町と全国の年齢別人口分布（2005年） | 西ノ島町の年齢・男女別人口分布（2005年） |  |
| ■紫色 ― 西ノ島町 ■緑色 ― 日本全国 | ■青色 ― 男性 ■赤色 ― 女性                |  |
| 西ノ島町（に相当する地域）の人口の推移 \| 1970年（昭和45年） \| 5,210人 \| \| \| 1975年（昭和50年） \| 5,089人 \| \| \| 1980年（昭和55年） \| 4,830人 \| \| \| 1985年（昭和60年） \| 4,886人 \| \| \| 1990年（平成2年） \| 4,429人 \| \| \| 1995年（平成7年） \| 4,048人 \| \| \| 2000年（平成12年） \| 3,804人 \| \| \| 2005年（平成17年） \| 3,486人 \| \| \| 2010年（平成22年） \| 3,136人 \| \| \| 2015年（平成27年） \| 3,027人 \| \| \| 2020年（令和2年） \| 2,788人 \| \| |                                          |  |
| 総務省統計局 国勢調査より |                                          |  |
| 1970年（昭和45年） | 5,210人                                  |  |
| 1975年（昭和50年） | 5,089人                                  |  |
| 1980年（昭和55年） | 4,830人                                  |  |
| 1985年（昭和60年） | 4,886人                                  |  |
| 1990年（平成2年） | 4,429人                                  |  |
| 1995年（平成7年） | 4,048人                                  |  |
| 2000年（平成12年） | 3,804人                                  |  |
| 2005年（平成17年） | 3,486人                                  |  |
| 2010年（平成22年） | 3,136人                                  |  |
| 2015年（平成27年） | 3,027人                                  |  |
| 2020年（令和2年） | 2,788人                                  |  |

## 姉妹都市
- 鳥取県 江府町（日野郡）

## 教育
- 西ノ島町立西ノ島小学校
- 西ノ島町立西ノ島中学校
- 西ノ島町コミュニティ図書館 いかあ屋

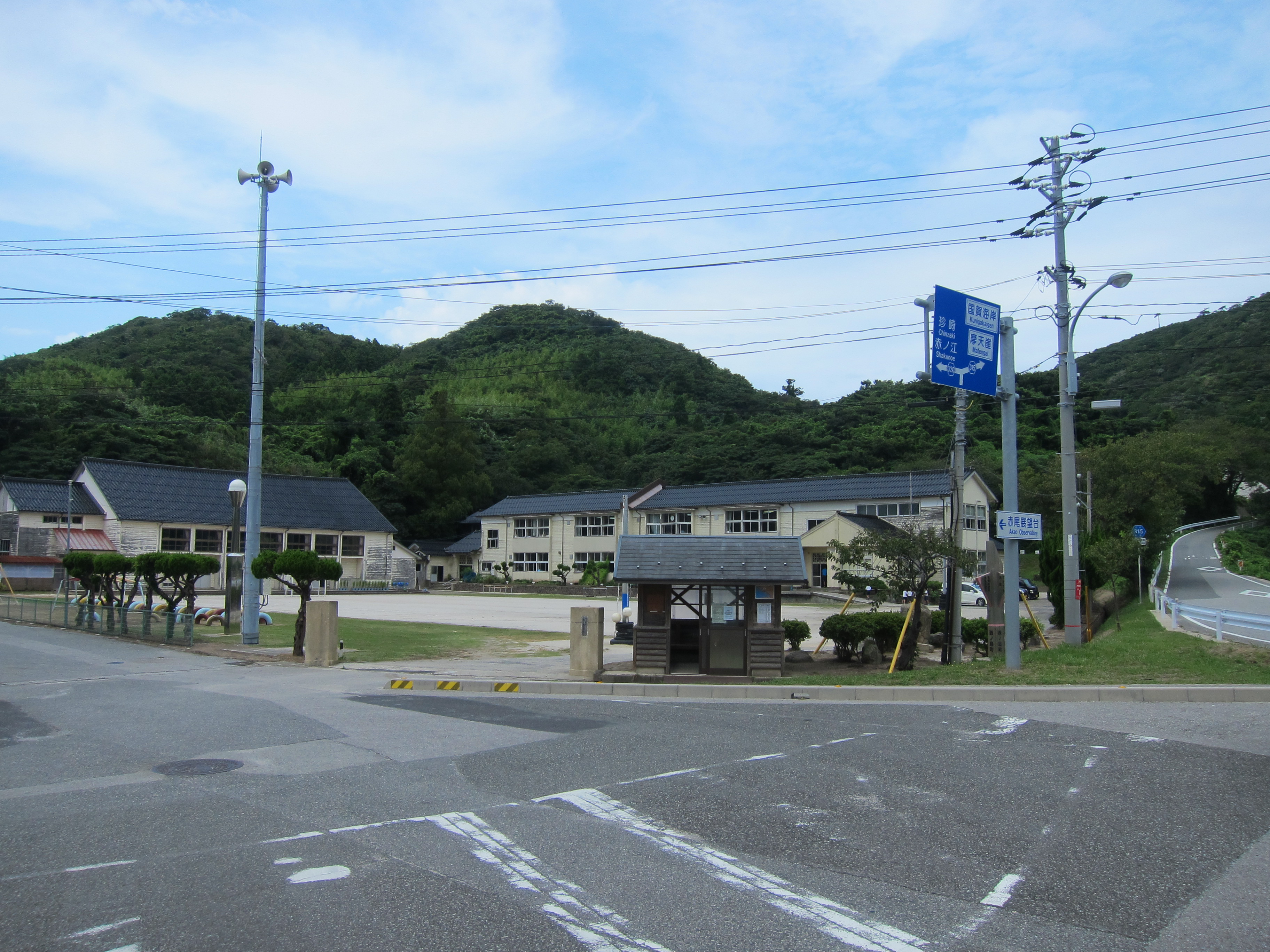
西ノ島小学校

  - 2018年7月21日、浦ノ谷地区に開館。建物面積は約1000平方メートル。開館時の蔵書数は約2万3000冊、収蔵最大冊数5万冊の規模を持つ。多目的室や娯楽室、キッズスペース、カフェスペース、クッキングスタジオが併設されている[6]。

## 交通

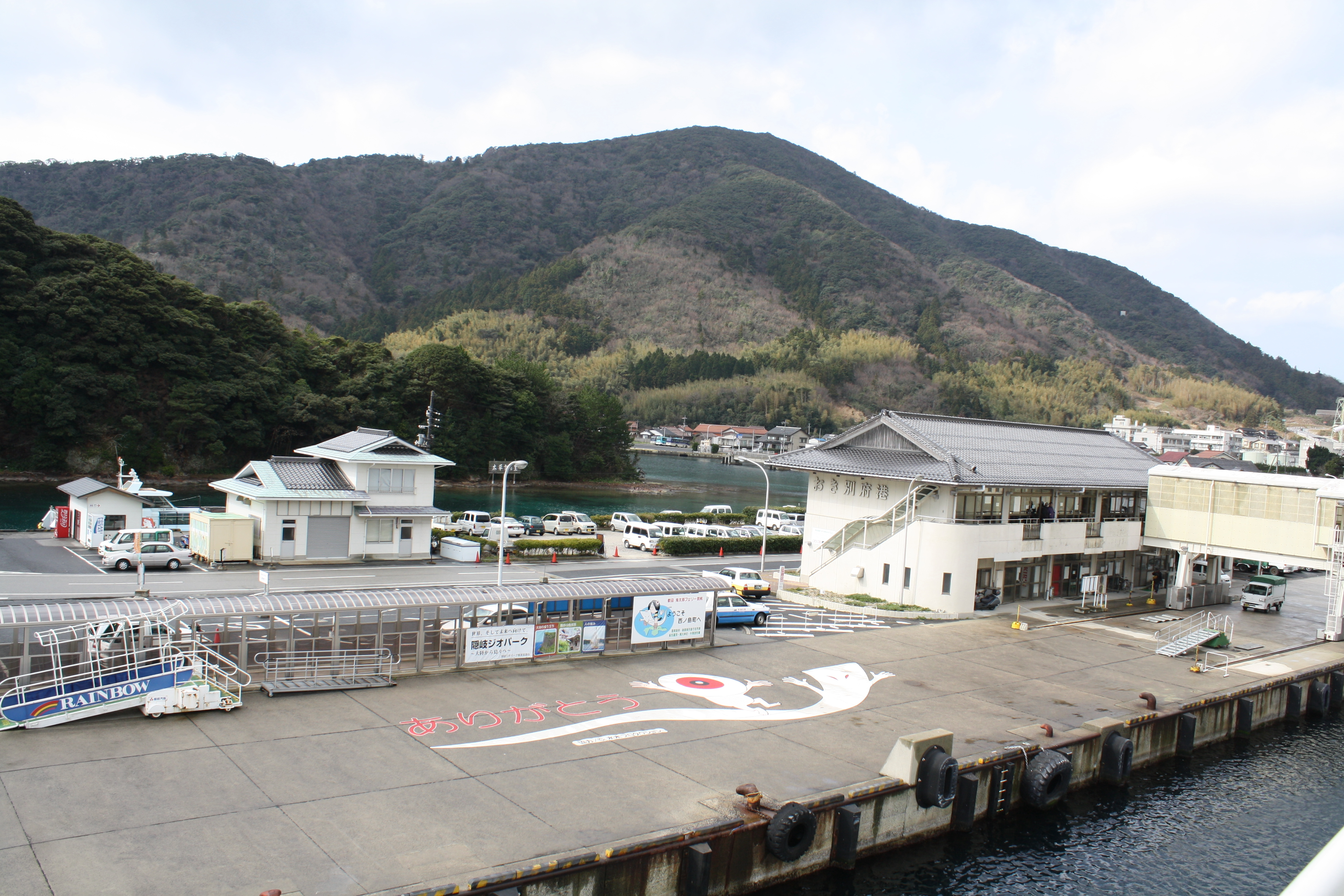
別府港（2012年3月）

### 航路
西ノ島を発着する航路は島西部の別府港を起点としており、ここから隠岐汽船が本土の七類港（島根県松江市）および境港（鳥取県境港市）へと、フェリー（フェリーくにが、フェリーおき、フェリーしらしま）および高速船（レインボージェット）を運航している。
上記航路は島前内各島にも寄港するが本数が少ないため、同じく別府港から隠岐観光が島前の内海内で島前内航船を運航し、フェリーどうぜんおよび内航船いそかぜの2隻で中ノ島の菱浦港および知夫里島の来居港とを結んでいる。この内航船は一部隠岐汽船の本土行航路とも接続している。

### バス
西ノ島町営バスが浦郷・別府間を中心に島内を運行している。バス便は一部本土行航路との接続がある。

### 道路

#### 一般国道
- 国道485号

#### 県道
- 島根県道315号国賀海岸線
- 島根県道319号西ノ島海士線
- 島根県道320号珍崎浦郷港線

## 観光

### 自然
- 国賀海岸 - 国の名勝および天然記念物[10]。

- 摩天崖（遊歩百選）- 国賀海岸にある、日本最大級の断崖。

- 明暗の岩屋 - 長さ250mの洞窟[11]。
- 外浜海岸 - 西ノ島で唯一の砂浜ビーチ。

### 展望所
- 赤尾展望所
- 鬼舞展望所

### 運河

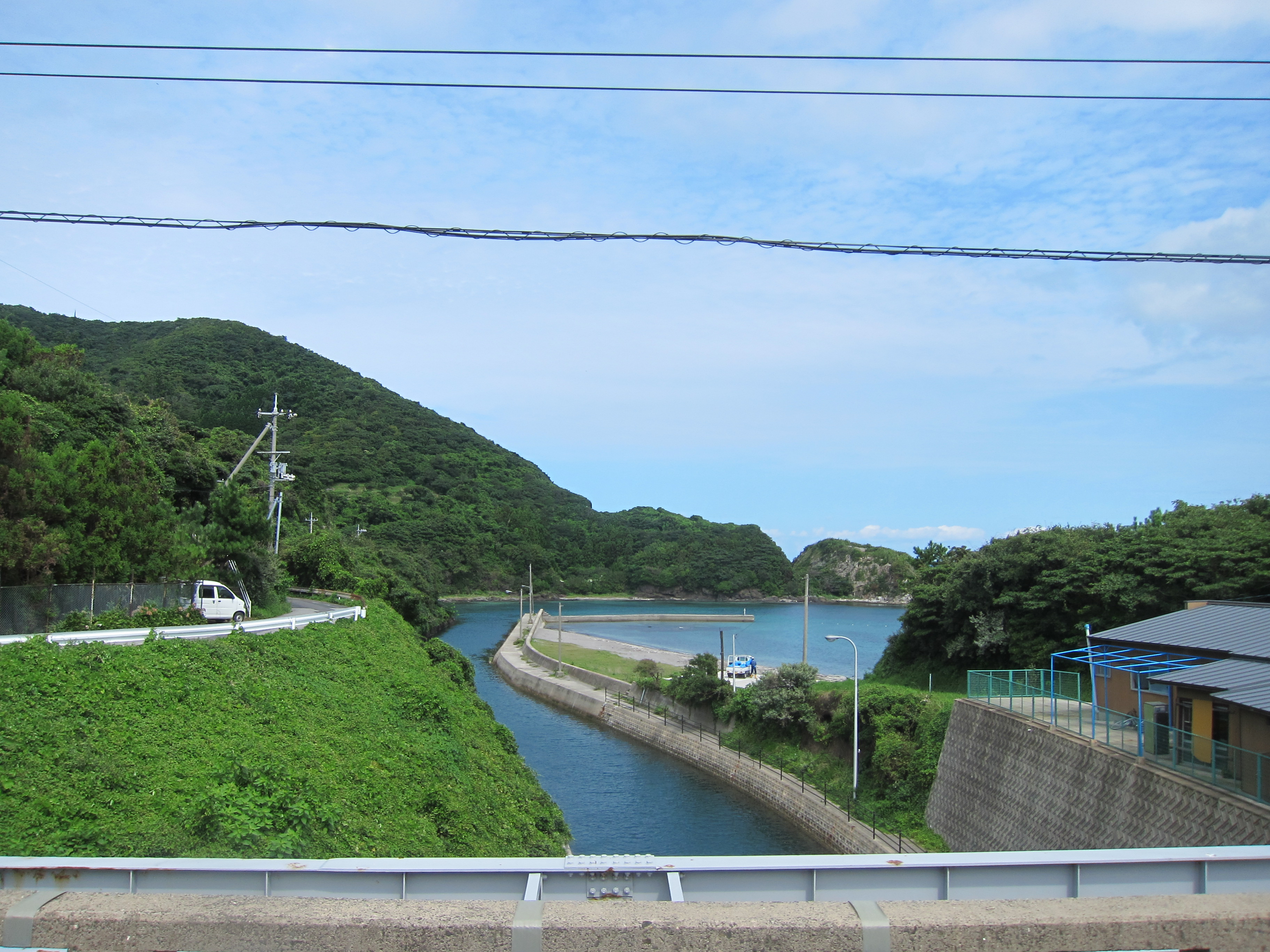
船引運河（西ノ島町美田）

- 船引運河 - 西ノ島中央部に位置する、内海と外海を結ぶ運河。1915年（大正4年）開削。

### ダム
- 美田ダム

### 旧跡・神社

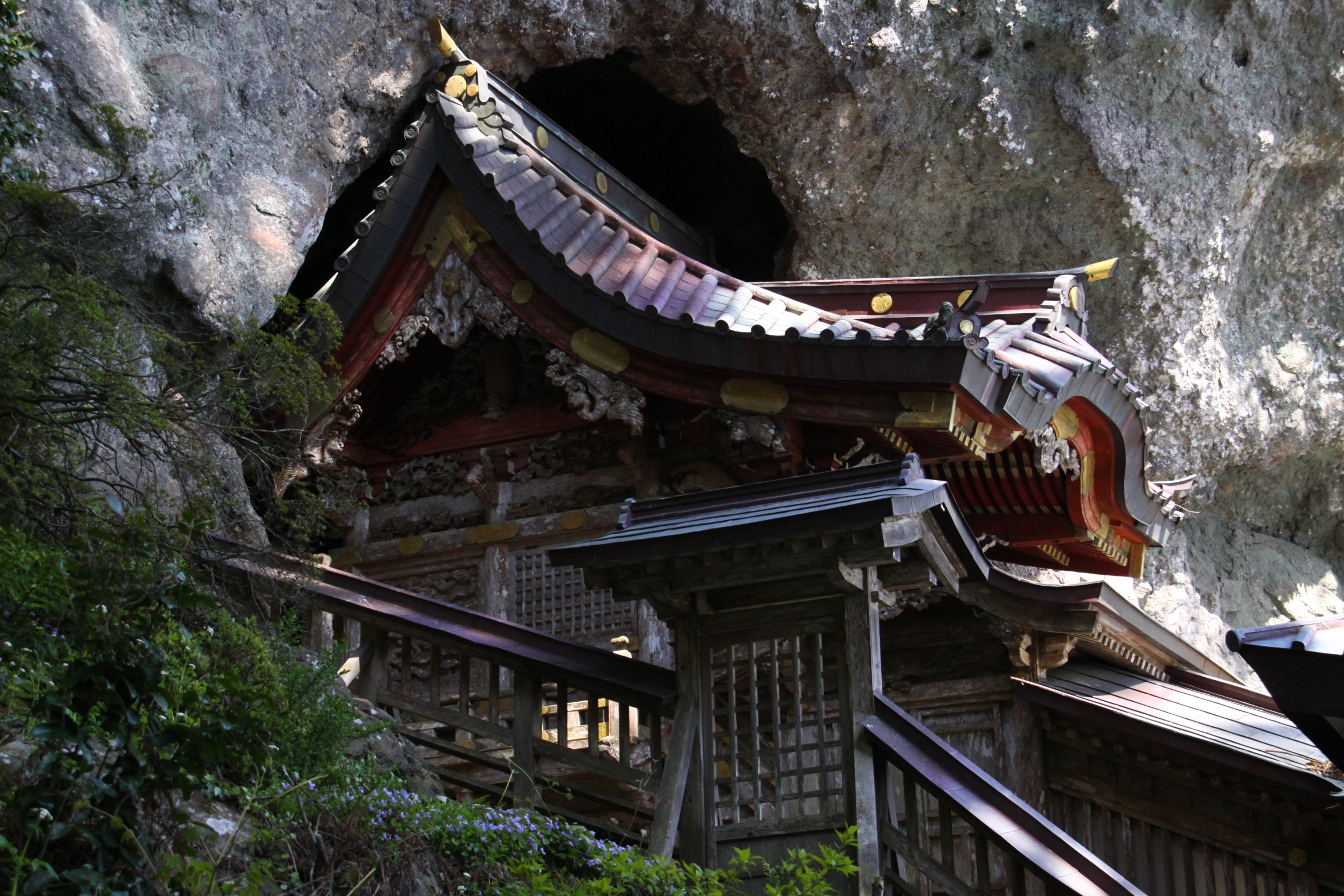
焼火神社本殿

- 焼火神社 - 岩穴にはまり込むように建てられた社殿は隠岐最古の神社建築。本殿・通殿・拝殿から成る社殿は国の重要文化財に指定されており、海上守護神として信仰を集める。
- 黒木御所 - 元弘2年（1332年）に後醍醐天皇が配流から脱出までの1年余りを過ごしたといわれる伝承の地。西ノ島を代表する行在所跡。
- 由良比女神社 - 隠岐国一の宮に定められた名神社で、海上守護神として島民の信仰を集めている。漁業の神様由良比女命とイカにまつわる伝承がある神社。

## 文化

### 神社
- 焼火神社
- 比奈麻治比賣命神社
- 真気命神社
- 黒木神社
- 大山祗神社
- 美田八幡宮
- 渡利神社
- 大山神社
- 日吉神社
- 高田神社
- 橋之里神社
- 由良比女神社
- 茂里神社
- 聖神社
- 待場神社

### 芸能

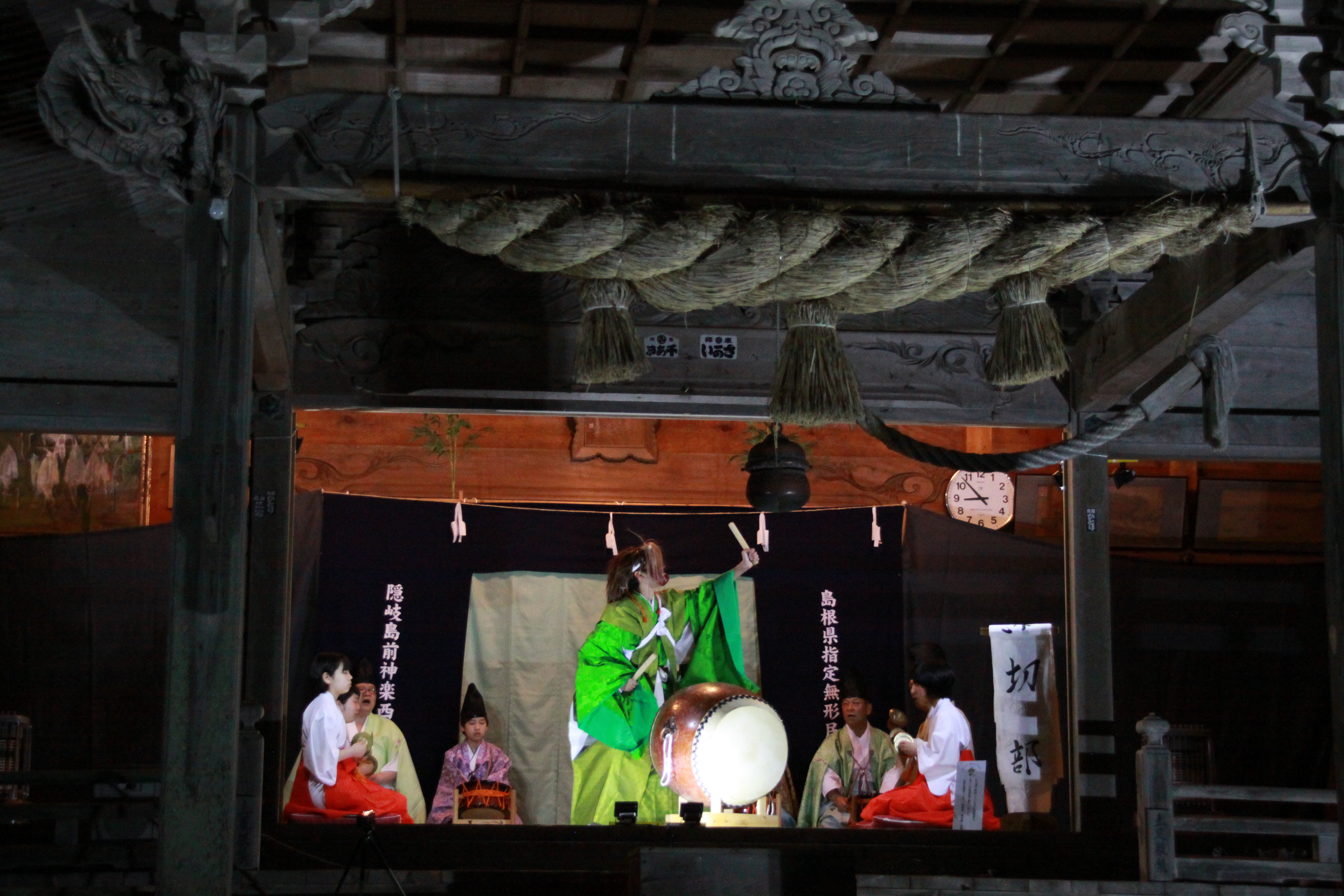
隠岐島前神楽（由良比女神社）

- 隠岐島前神楽
- 十方拝礼
- 庭の舞

### 行事
- でやんな祭 - 別府地区で毎年2回行われる造酒神事。この神事により造られた酒の出来具合で豊凶を占う。
- 精霊船（シャーラ船） - 毎年8月16日早朝に行われる送り盆の伝統行事。2004年（平成16年）記録作成等の措置を講ずべき無形の民俗文化財に選択[12]。木や竹の骨組みに葦や藁を巻きつけて作られる船：精霊（シャーラ）船に先祖の霊と供物を乗せて海へと見送る。船は各集落ごとに住民が協力しながら数か月かけて制作する。マストは盆旗（ぼんばた）と呼ばれる色紙によって、色鮮やかに飾りつけられる[13]。

### 方言
隠岐の方言には島それぞれ独特のアクセントがあり、西ノ島内でも地域別に違いがある。

### 料理
- まき - もち米、粳米を混ぜて挽いたものを水でこねて、サルトリイバラの葉で包んでから蒸したもの[14]。
- こじょうい - 隠岐の代表的な副食兼調味料。炒り大豆を挽き割ったものと、蒸した小麦を混ぜ合わせ、麹を入れて発酵させたもの[14]。
- 赤ノ江巻き - 赤ノ江地区に伝わる料理。軽く炙った岩海苔の上にご飯を敷き、醬油を塗って巻き簾で巻いた海苔巻き[15]。
- えりやき鍋 - 漁師の賄食。シイラという魚を唐辛子や玉ねぎを入れ甘辛く煮た鍋。「えりやき」は「炒める」が方言で「える」になったもの[16]。

## 出身者
- 山本幡男 - 西ノ島町に合併前の黒木村（現：大山地区）
- 田中美佐子（女優）
- 濱根隆（お笑いタレント）
- 隠岐ノ島恵一（力士）